# Suhpalacsa lemoulti
Suhpalacsa lemoulti is een insect uit de familie van de vlinderhaften (Ascalaphidae), die tot de orde netvleugeligen (Neuroptera) behoort. 
Suhpalacsa lemoulti is voor het eerst wetenschappelijk beschreven door Lacroix in 1925.